# Тихий Угол
Тихий Угол — посёлок в Тамбовском районе Тамбовской области России. Входит в состав Черняновского сельсовета.

## География
Посёлок находится в центральной части Тамбовской области, в лесостепной зоне, на правом берегу реки Цны, на расстоянии примерно 25 километров (по прямой) к северо-северо-востоку от города Тамбова, административного центра области и района. Абсолютная высота — 111 метров над уровнем моря.

### Климат
Климат умеренно континентальный, относительно сухой, с холодной продолжительной зимой и тёплым летом. Средняя температура воздуха самого холодного месяца (января) — −11,3 °C; самого тёплого месяца (июля) — 20,4 °C. Безморозный период длится 142—147 дней. Среднегодовое количество атмосферных осадков составляет 510 мм, из которых 292 мм выпадает в период с апреля по октябрь. Продолжительность залегания снежного покрова составляет в среднем 134 дня.

### Часовой пояс
Посёлок Тихий Угол, как и вся Тамбовская область, находится в часовой зоне МСК (московское время). Смещение применяемого времени относительно UTC составляет +3:00.

## Население
| 2010 |
| ---- |
| 89   |

### Половой состав
По данным Всероссийской переписи населения 2010 года в гендерной структуре населения мужчины составляли 42,7 %, женщины — соответственно 57,3 %.

### Национальный состав
Согласно результатам переписи 2002 года, в национальной структуре населения русские составляли 100 % из 90 человек.